# Gradac (Posušje)
Pour les articles homonymes, voir Gradac.
Gradac (en cyrillique : Градац) est un village de Bosnie-Herzégovine. Il est situé dans la municipalité de Posušje, dans le canton de l'Herzégovine de l'Ouest et dans la fédération de Bosnie-et-Herzégovine. Selon les premiers résultats du recensement bosnien de 2013, il compte 818 habitants.

## Démographie

### Évolution historique de la population dans la localité
| 1948 | 1953 | 1961 | 1971  | 1981 | 1991 | 2013 |
| ---- | ---- | ---- | ----- | ---- | ---- | ---- |
| -    | -    | 890  | 1 037 | 952  | 850  | 818  |

|  |